# Bois de nèfles à petites feuilles
Pour les articles homonymes, voir Bois de Nèfles.
Eugenia buxifolia
Espèce
Classification phylogénétique
Le bois de nèfles à petites feuilles, ou bois de nèfles à feuilles de buis (Eugenia buxifolia), est une espèce de plantes à fleurs de la famille des Myrtacées. C'est un arbuste pouvant atteindre au maximum une hauteur de 5 mètres endémique de l'île de La Réunion.
En forme de petites goyaves de la taille d'une cerise, les fruits ont effectivement une couleur et un goût qui rappellent les nèfles.

## Distribution
Le bois de nèfles à petites feuilles est assez fréquent dans les forêts de montagne, devenu beaucoup plus rare dans les vestiges de la forêt sèche de basse altitude. Il a donné son nom à de nombreux quartiers des villes de la Réunion généralement situés dans les Hauts.
L'espèce développe une hétérophyllie uniquement en forêt sèche, où les plantes juvéniles portent des feuilles allongées et étroites (et non pas rondes).

## Remarque
- Attention à ne pas confondre Eugenia buxifolia Lam. avec Eugenia buxifolia (Sw.) Willd. qui est en réalité Eugenia foetida Pers.